# Vickie Guerrero
Vickie Lynn Guerrero (16 d'abril de 1968) és una personalitat de la lluita lliure professional. Ha estat Mànager General de les marques SmackDown! i RAW de l'empresa World Wrestling Entertainment (WWE). També és coneguda per ser la vídua del difunt Eddie Guerrero.